# DUT1

A grafikon a másodpercekben számolt időkülönbséget mutatja az UT1 és az UTC között. A függőleges vonalak a szökőmásodpercek beiktatásai miatt vannak. A piros vonal az előrejelzett változás

Az DUT1 időkorrekció egy időkülönbség az UT (Universal Time - UT1), amit a Föld forgása határoz meg, és a Coordinated Universal Time (UTC) között, amit az atomórák határoznak meg.
DUT1 = UT1 − UTC
Az UTC szökőmásodperceket alkalmaz azért, hogy a DUT1 megmaradjon a −0,9 s < DUT1 < +0,9 s sávban. A korrekció egyik oka, hogy a Föld nem egyenletesen forog, másrészt az SI másodperc (amit az UTC alkalmaz) valamivel rövidebb az átlagos csillagászati másodpercnél.
A DUT1 értékének előrejelzéseit az IERS Bulletin A rendszeresen közli.
A DUT1 heti frissítéseit legfeljebb 0,1 s eltéréssel sugározza több időjeladó, mint például a WWV és az MSF.  Ezek a speciális rádiók másodpercenként egy jelzést adnak.  
Az orosz RWM jeladó  plusz korrekciót sugároz (dUT1) 0,02 s lépésekkel.  P
A hosszúhullámú RBU jeladó szintén a dUT1-et sugározza.